# Шлезвіг (місто)
Шлезвіг (нім. Schleswig; дан. Slesvig; ниж.-нім. Sleswig) — місто в Німеччині, районний центр району Шлезвіг-Фленсбург, в землі Шлезвіг-Гольштейн.
Площа — 24,3 км2. Населення становить 25 322 ос. (станом на 31 грудня 2020). Офіційний код — 01 0 59 075.

## Географія
Місто стоїть на західному кінці бухти Шлей, хвилі  якої зображені на його гербі.

### Клімат
Місто знаходиться у зоні, котра характеризується морським кліматом. Найтепліший місяць — липень із середньою температурою 16.7 °C (62 °F). Найхолодніший місяць — січень, із середньою температурою 1.1 °С (34 °F).
| Клімат Шлезвіга         | Клімат Шлезвіга | Клімат Шлезвіга | Клімат Шлезвіга | Клімат Шлезвіга | Клімат Шлезвіга | Клімат Шлезвіга | Клімат Шлезвіга | Клімат Шлезвіга | Клімат Шлезвіга | Клімат Шлезвіга | Клімат Шлезвіга | Клімат Шлезвіга | Клімат Шлезвіга |
| Показник                | Січ.            | Лют.            | Бер.            | Квіт.           | Трав.           | Черв.           | Лип.            | Серп.           | Вер.            | Жовт.           | Лист.           | Груд.           | Рік             |
| Абсолютний максимум, °C | 11              | 13              | 19              | 23              | 27              | 31              | 32              | 32              | 28              | 23              | 15              | 13              | 32              |
| Середній максимум, °C   | 2               | 2               | 6               | 10              | 15              | 18              | 20              | 20              | 16              | 12              | 7               | 3               | 11              |
| Середня температура, °C | 1               | 1               | 3               | 6               | 11              | 14              | 16              | 16              | 13              | 9               | 5               | 2               | 8               |
| Середній мінімум, °C    | −1              | −1              | 1               | 2               | 6               | 10              | 12              | 12              | 10              | 6               | 2               | 0               | 5               |
| Абсолютний мінімум, °C  | −16             | −16             | −13             | −3              | 0               | 2               | 6               | 6               | 2               | −2              | −11             | −18             | −18             |
| Норма опадів, мм        | 70              | 50              | 50              | 50              | 60              | 60              | 80              | 80              | 80              | 80              | 90              | 80              | 890             |
| ----------------------- | --------------- | --------------- | --------------- | --------------- | --------------- | --------------- | --------------- | --------------- | --------------- | --------------- | --------------- | --------------- | --------------- |
| Джерело: Weatherbase    |                 |                 |                 |                 |                 |                 |                 |                 |                 |                 |                 |                 |                 |

## Поява назви
Бере свою назву з бухти Шлей в Балтійському морі, в кінці якої знаходиться місто, і «Вік» або «Віг», що означає затока на старій мові вікінгів і в сучасній данській мові. Шлезвіг або Slesvig, означає бухту Шлей. Існує також припущення  Slesvig походить від імені  одного племені західних слов`ян, що жили  в «Slavsvick» між V-м та X-м століттями.

## Пам'ятки
- Замок Готторп (збудований в 1161 році, реконструйований в XVII столітті архітектором Тессін-молодшим) — колишня резиденція герцогів, з садом в стилі бароко  Neuwerk, там зберігається копія  глобуса Готторфа).
- Шлезвігский собор (1134 рік) з гробницею короля Данії Фрідріха I.
- Голм — старе рибацьке поселення на узбережжі Шлей.
- Гедебі — поселення вікінгів.
- Вівтар Бордесхольм в Кафедральному соборі (1521, автор — Ганс Брюггеман) — зроблений в Данії, але який перебуває зараз в Шлезвігу — входить до Данського культурного канону.

## Славетні люди
У Шлезвігу народилися:
- Вернер Ганс Фрідрих Абрагамсон — данський письменник і археолог
- Ральф Ротман — німецький письменник

## Галерея

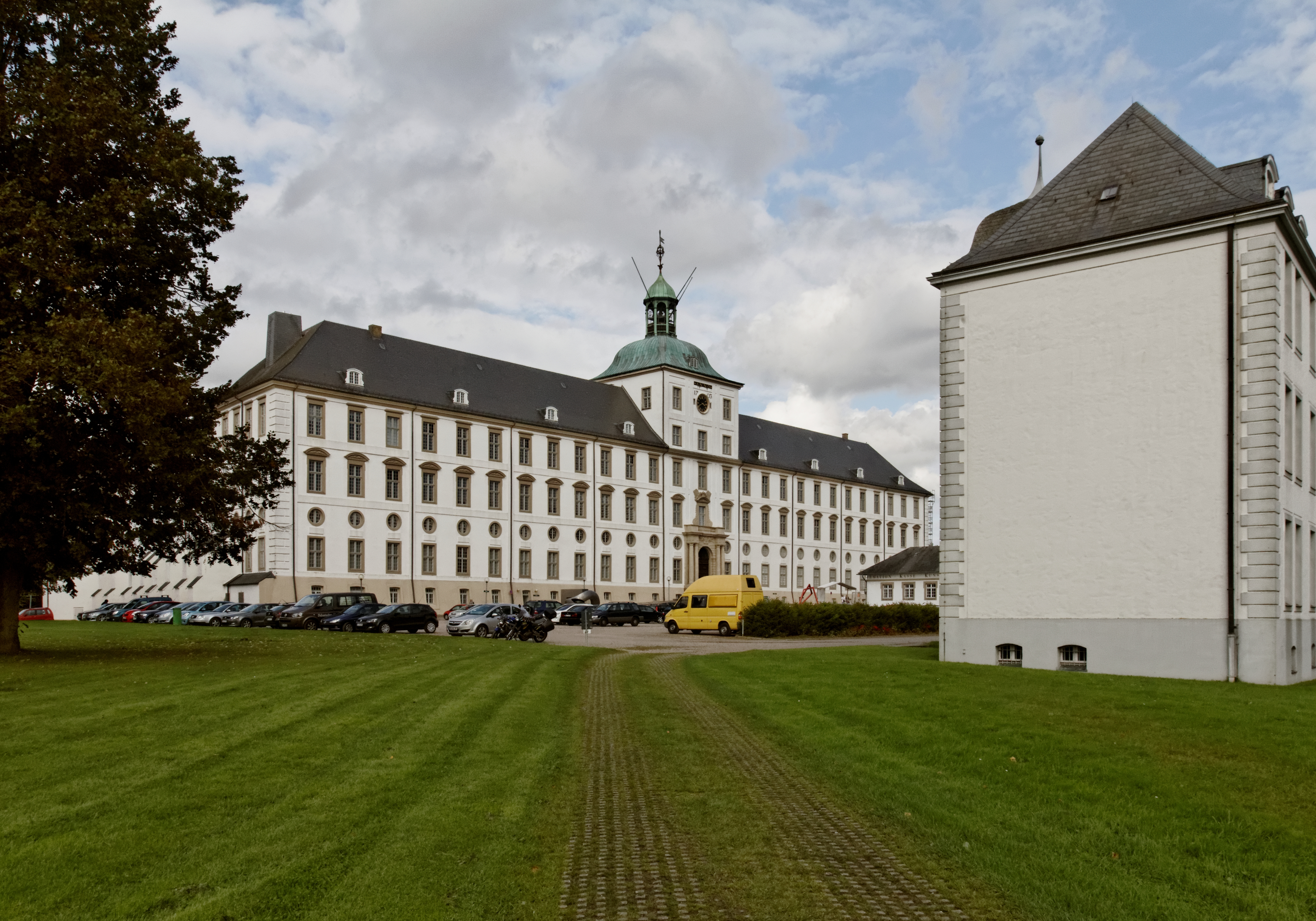
Готторп
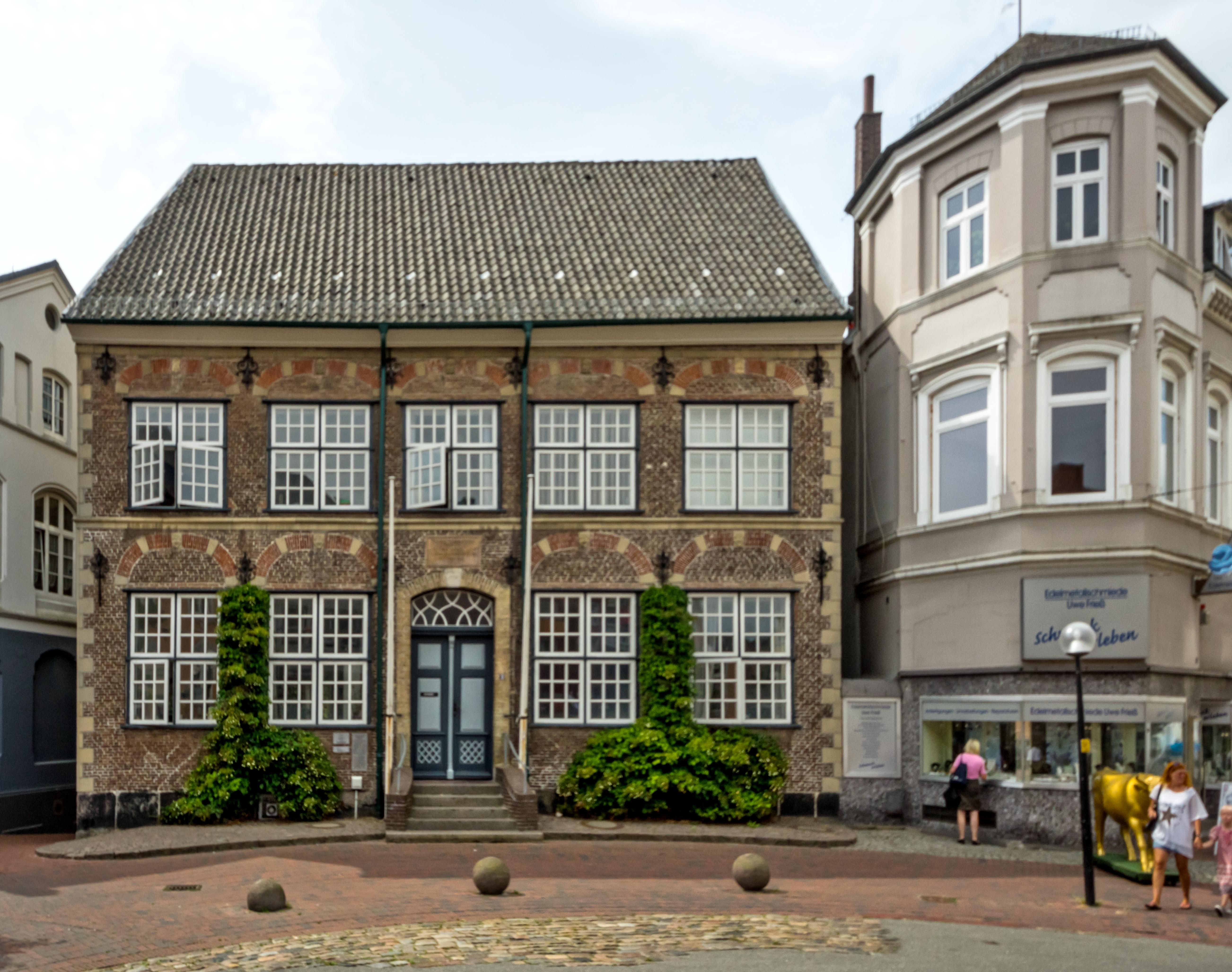
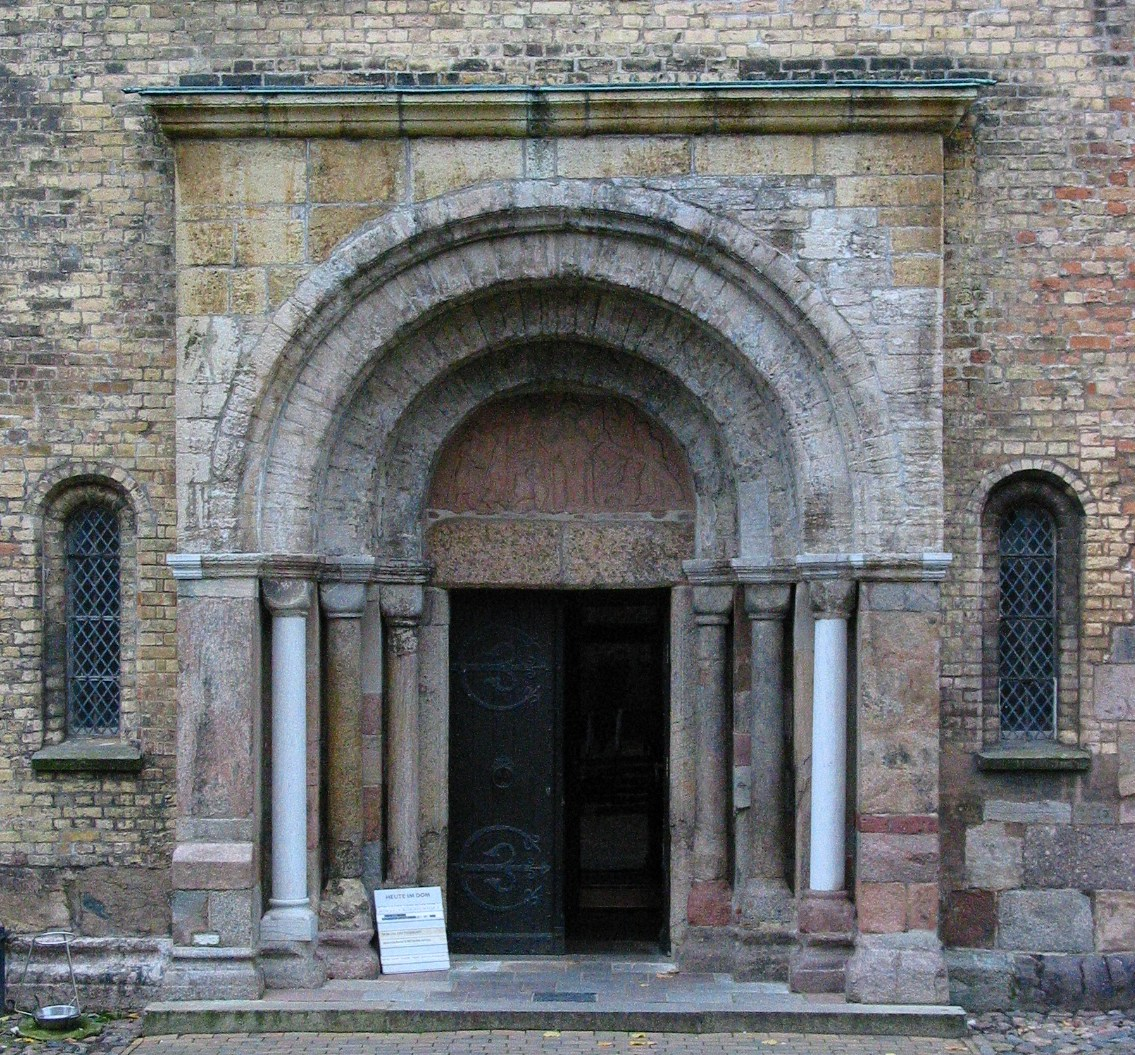
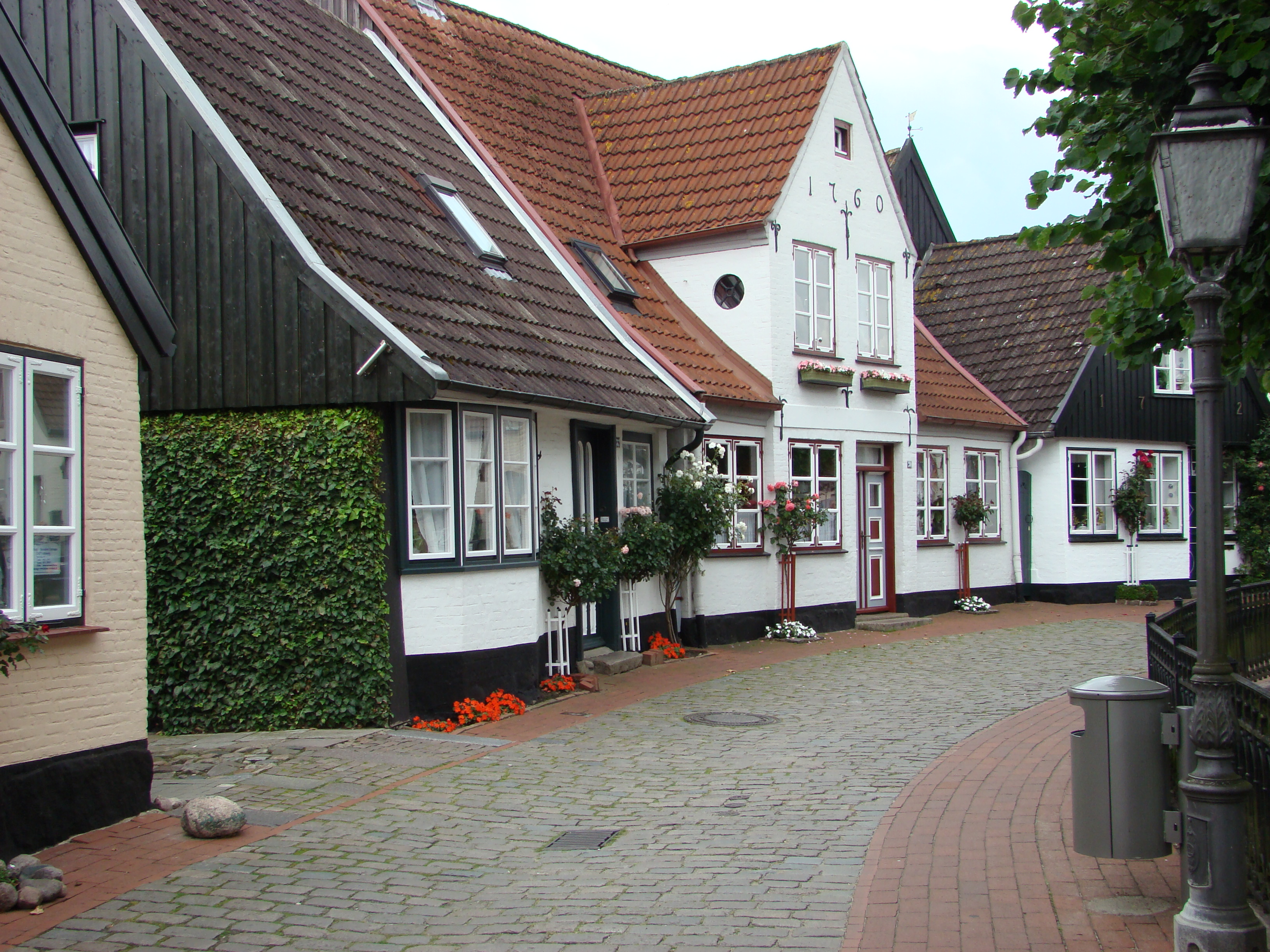
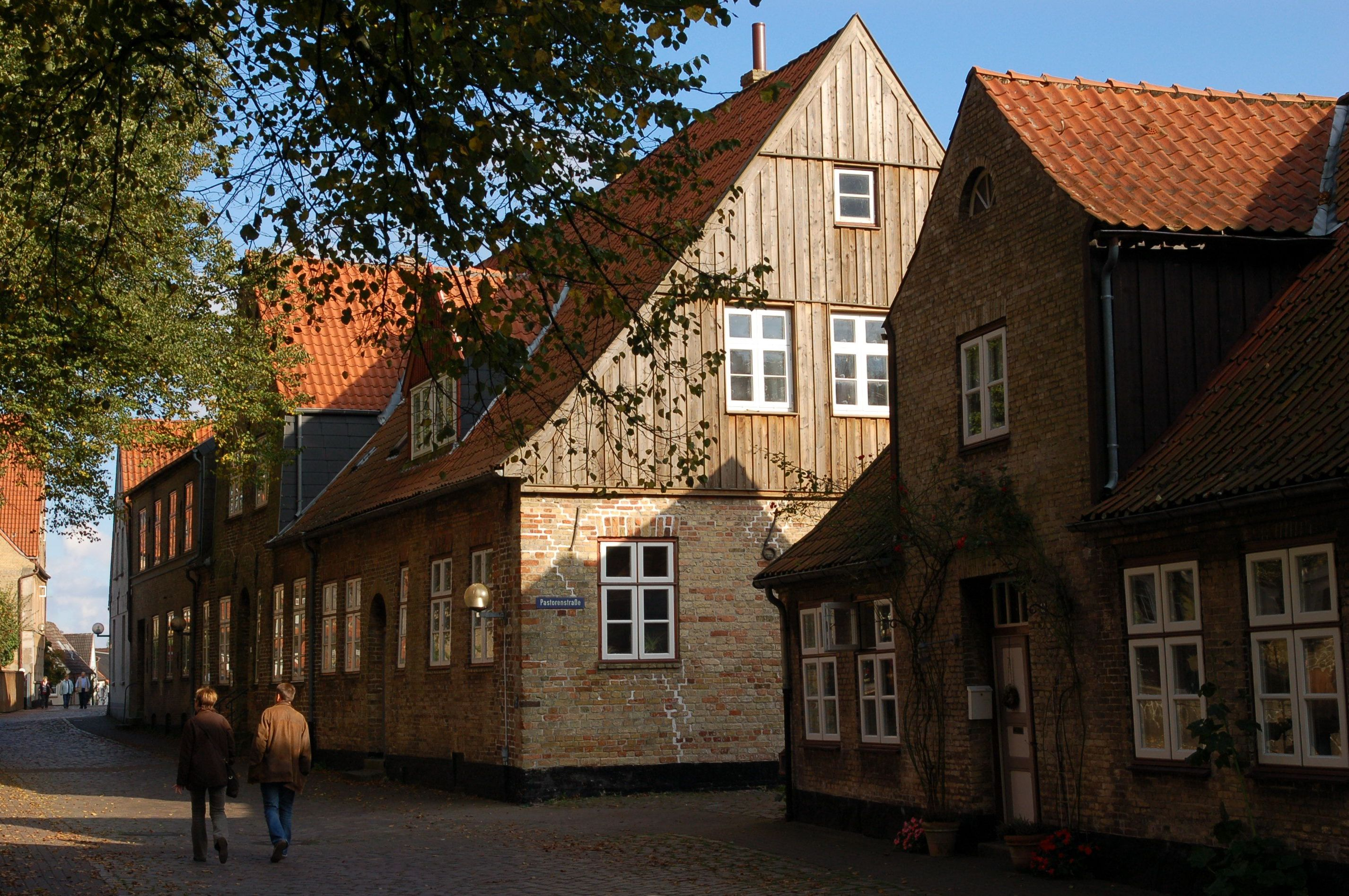
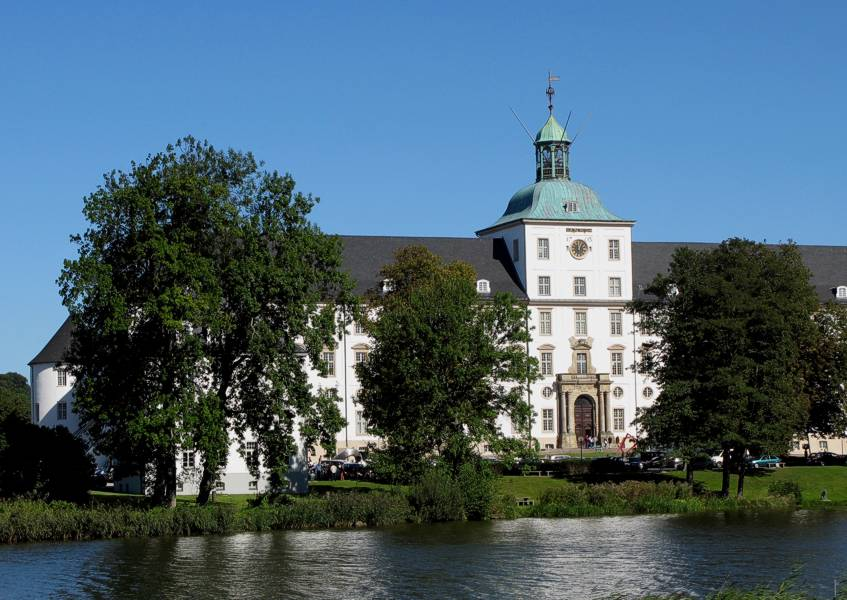